# Synolulis punctitorna
Synolulis punctitorna là một loài bướm đêm trong họ Erebidae.